# آوت أوف تاتش
«آوت أو تاتش» هي أغنية 1984 من قبل هال أند أوتس. الأغنية القيادة لألبومهم في 1984 بيغ بام بوم.

## أداء المخطط البياني
| المخطط البياني (1984–85)                                        | موقع الذروة |
| --------------------------------------------------------------- | ----------- |
| أستراليا (كي إم آر)                                             | 11          |
| أعلى أغاني كندا المنفردة (آر بي إم)                             | 5           |
| المخطط البياني للأغاني ألمانيا المنفردة                         | 15          |
| المخطط البياني لأغاني هولندا المنفردة                           | 33          |
| المخطط البياني لأغاني نيوزيلندا المنفردة                        | 27          |
| المخطط البياني لأغاني السويد المنفردة                           | 20          |
| أغاني المملكة المتحدة المنفردة (شركة المخططات البيانية الرسمية) | 48          |
| بيلبورد هوت 100 للولايات المتحدة                                | 1           |
| بيلبورد أغاني منفردة سوداء ساخنة للولايات المتحدة               | 24          |
| بيلبورد Hot Adult Contemporary Tracks للولايات المتحدة          | 8           |
| بيلبورد هوت دانس كلوب بلاي للولايات المتحدة                     | 1           |
| بيلبورد Top Rock Tracks للولايات المتحدة                        | 18          |

| المخطط البياني (1984) | المرتبة |
| --------------------- | ------- |
| أستراليا              | 103     |
| كندا                  | 47      |

| المخطط البياني (1985)            | المرتبة |
| -------------------------------- | ------- |
| بيلبورد هوت 100 للولايات المتحدة | 6       |